# 1997 RB7
1997 RB7 är en asteroid i huvudbältet som upptäcktes den 7 september 1997 av den brittiske astronomen Stephen P. Laurie i Church Stretton.
Den tillhör asteroidgruppen Eos.